# 龐卡 (阿肯色州)
龐卡（英語：Ponca）是位於美國阿肯色州牛頓縣的一個非建制地區。該地的面積和人口皆未知。

## 地理
龐卡的座標為36°01′27″N 93°21′53″W / 36.02417°N 93.36472°W，而該地的平均海拔高度為327米（即1073英尺）。